# Рейнмар фон Цветер
Рейнмар фон Цветер (нем. Reinmar von Zweter; 1200—1248 гг.) — немецкий средневековый поэт периода классического миннезанга.

## Биография
Рейнмар фон Цветер был автором одной книги, автобиографической.
Он говорит, что родился на Рейне, рос в Австрии, а в 1227 году начал свою поэтическую деятельность. Служил как придворный певец при Леопольде VI и Фридрихе Еретике. Пребывал в Богемии при дворе Вацлава I.
После 1241 года служил у разных людей как поэт, в 1248 году сведения о биографии Рейнмара теряются, ибо этим годом датируется последняя записка в автобиографической книге Цветера.

## Творчество
На творчество Рейнмара мог повлиять всеизвестный Вальтер фон дер Фогельвейде.
Рейнмар фон Цветер сочинил один лейх, в религиозном стиле, разделённый на два текста, в общем у которых 239 изречения, и 22 строфы.
Самые известные произведения Рейнмара фон Цветера: “Frauenlob” и “Der Reinhart Fuchs”
Его поэзия оказала значительное влияние на развитие литературы на немецком языке.

## Интересные факты
- Рейнмар фон Цветер был первым, кто использовал трёхглавого орла в качестве геральдического символа[2].